# 内田修 (ワイン醸造家)
内田 修（うちだ おさむ）は、フランス・ボルドー在住のワイン醸造家。
広島県福山市出身の日本人である。興譲館高等学校、ボルドー第2大学醸造学部出身。